# Tage Hansson
Tage Tycko Hansson (i riksdagen kallad Hansson i Piteå), född 7 juli 1915 i Luleå, död 30 juni 1989 i Piteå, var en svensk socialchef och politiker (socialdemokraterna).
Tage Hansson var riksdagsledamot i andra kammaren 1967-1970 för Norrbottens läns valkrets.